# Simon Charles Miger
Simon-Charles Miger (Nemours, 19 febbraio 1736 – Parigi, 28 febbraio 1820) è stato un incisore francese.

## Biografia

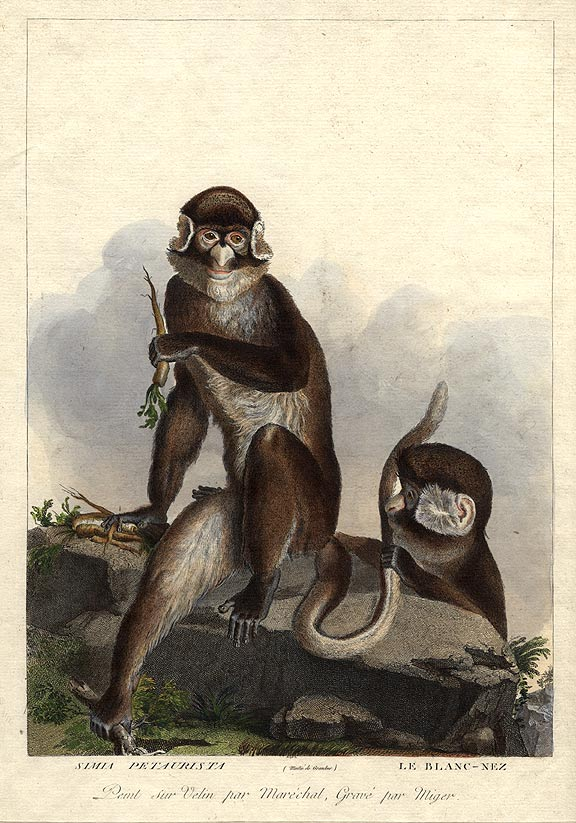
Cercopithecus petaurista del Benin, piastra da La Ménagerie du Muséum di Simon-Charles Miger.

Figlio di un conciatore che lo mandò a studiare a Parigi, in un collegio di rue Copeau, lavorò come insegnante, precettore e segretario prima di scoprire la passione per l'incisione. Fece un apprendistato presso Charles Nicolas Cochin, che lo impiegò come commesso, e frequentò lo studio di Johann Georg Wille. Dopo essere diventato un ritrattista, si innamorò della figlia di un liutaio, alla quale scrisse poesie per quattro anni, fino a quando la sua situazione gli permise di sposarla. Nel 1778 fu accettato dall'Accademia Reale di Pittura e Scultura, dove fu ammesso come membro nel 1781. Durante la Rivoluzione si schierò a fianco di Moreau e Adélaïde Labille-Guiard affinché gli statuti di questa istituzione, che era piena di abusi di ogni genere, venissero modificati: "Le leggi dello Stato", dichiarò, "sono concordate da tutto il popolo francese; quelle dell'Accademia devono essere concordate da tutto il popolo accademico". Malgrado ciò, questi progetti di riforma furono resi obsoleti dall'abolizione delle Accademie, decretata dalla Convenzione nel 1795. Intorno al 1800, Lacépède commissionò a Miger l'incisione delle lastre per il suo lavoro sul serraglio del Museo nazionale di storia naturale. Miger eseguì questa importante commissione sulla base degli acquerelli di Nicolas Maréchal. Continuò a usare il bulino e a scrivere versi fino a quasi 90 anni.
Nonostante le lodi degli studiosi, che hanno apprezzato il suo talento, e nonostante un catalogo contenente quasi 300 articoli, il suo lavoro di incisore ha avuto poco successo tra gli amanti della stampa:
(Roger Portalis e Henri Beraldi, Les Graveurs du dix-huitième siècle, vol. III, 1881, p. 87.)

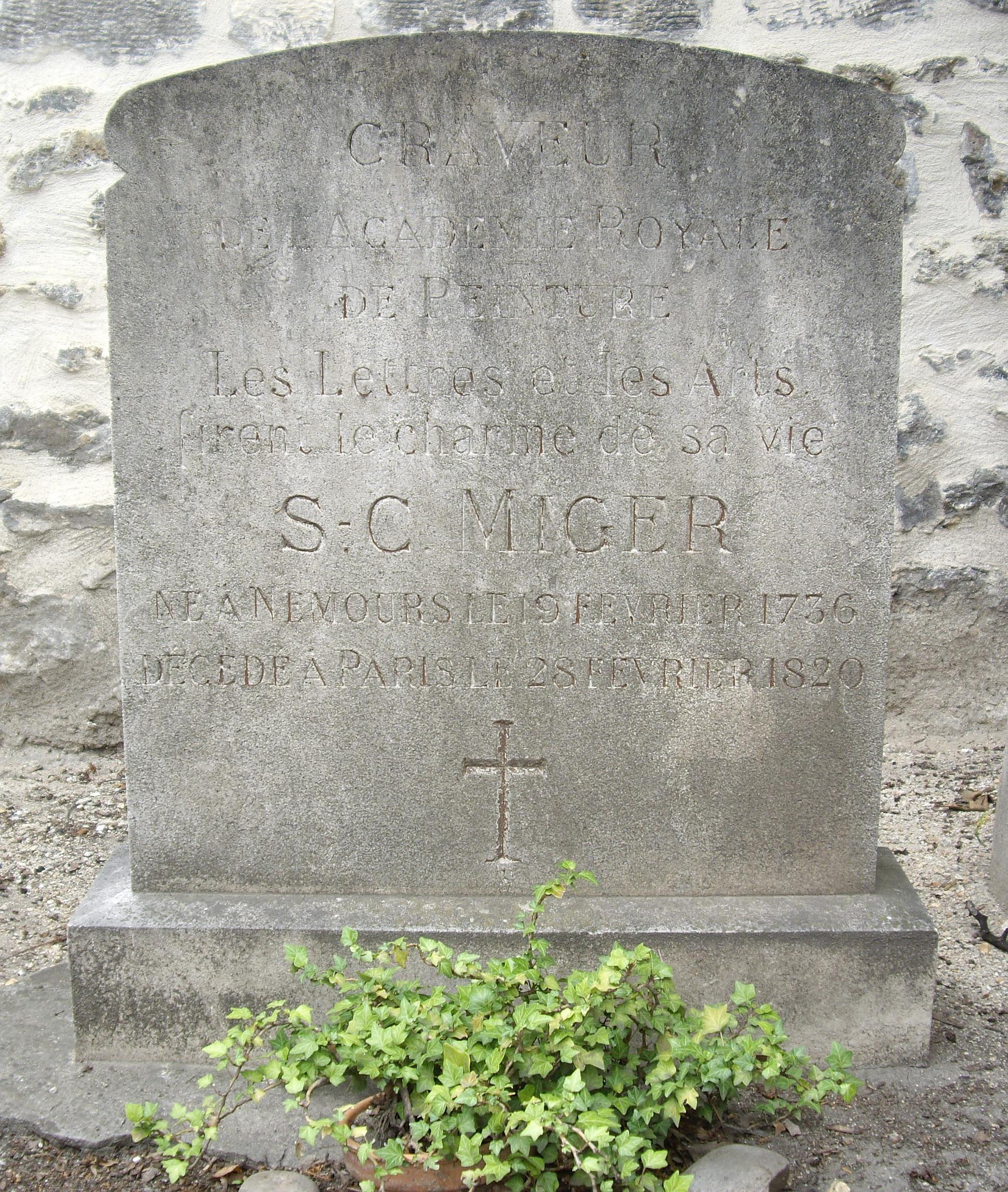
La tomba di Miger al Cimitero d'Auteuil.

Venne inumato presso il Cimitero d'Auteuil a Parigi.

## Opere

### Animali

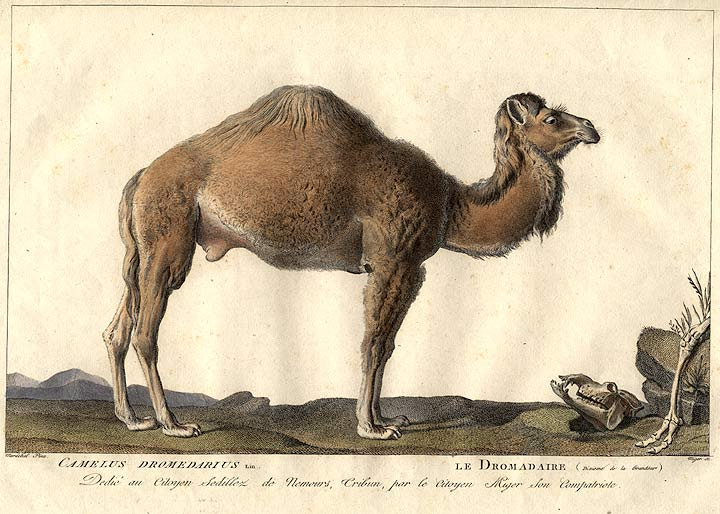
Il dromedario. Camelus dromedarius
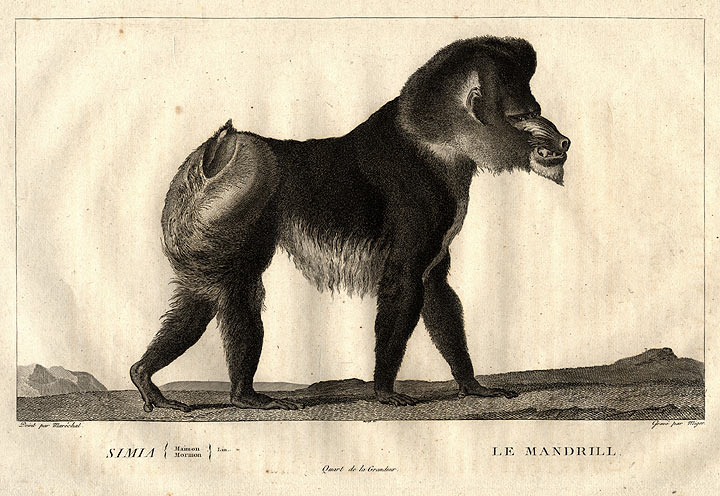
Il mandrillo. Mandrillus
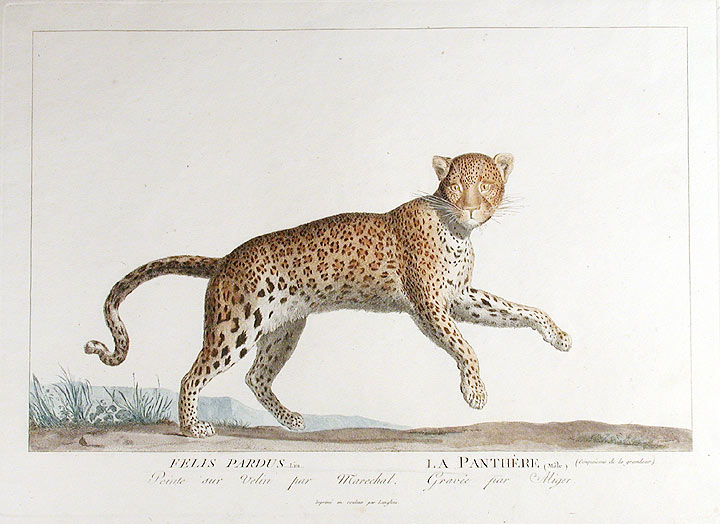
La pantera (maschio). Panthera pardus
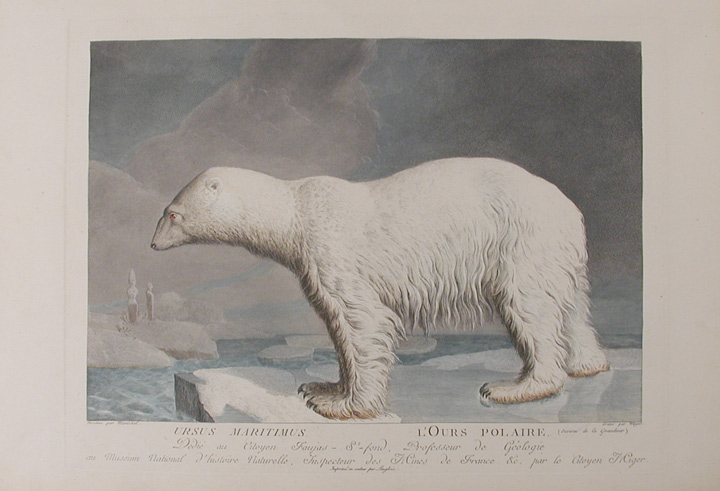
L'orso polare. Ursus maritimus

### Ritratti

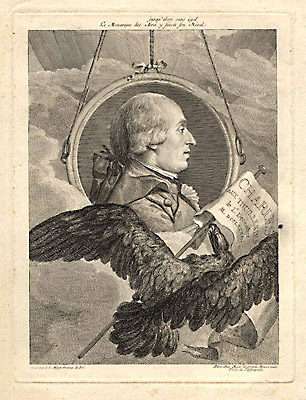
Carlo alle Thuilleries il 1º dicembre 1783
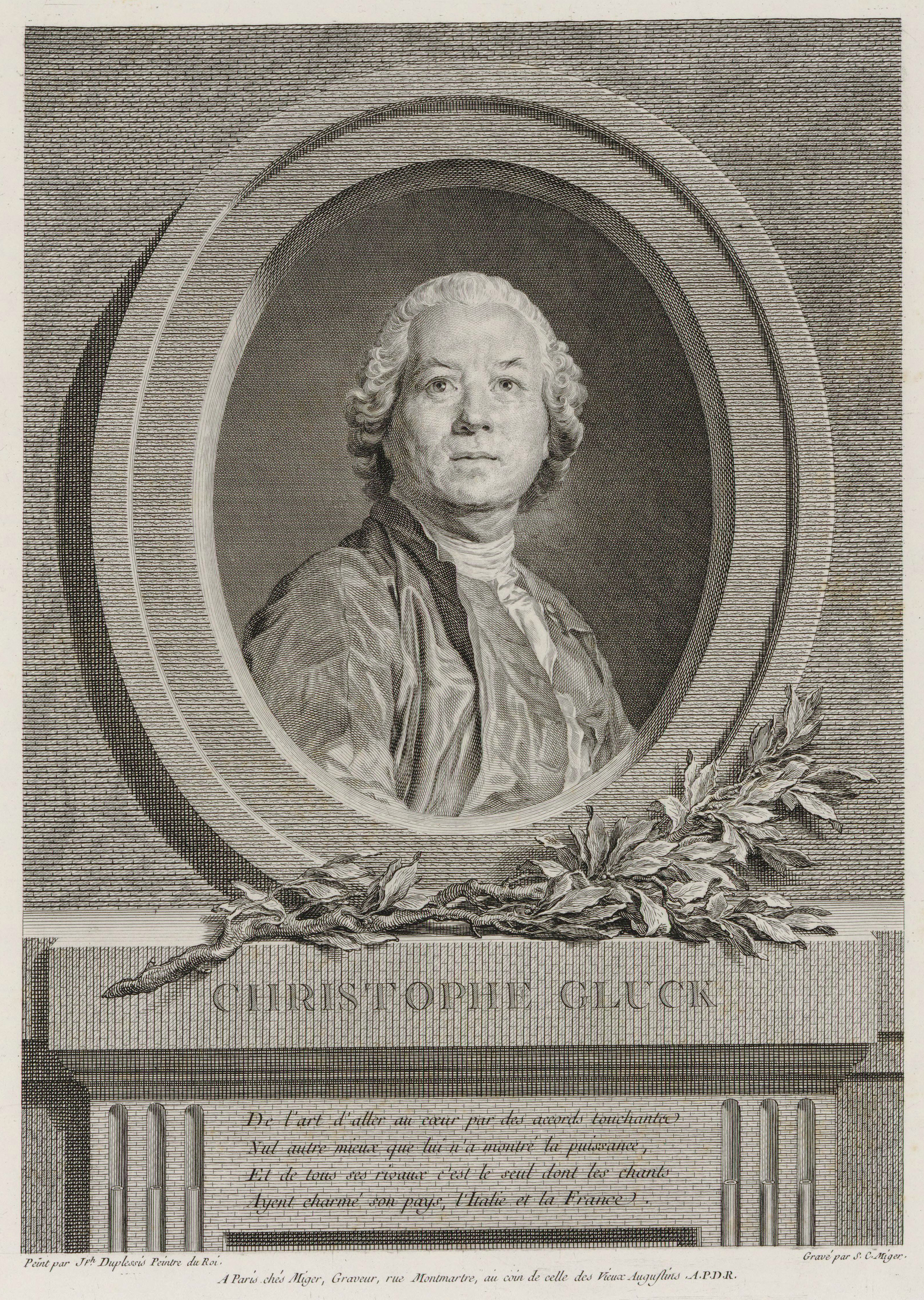
Christoph Gluck su modello di Joseph Duplessis
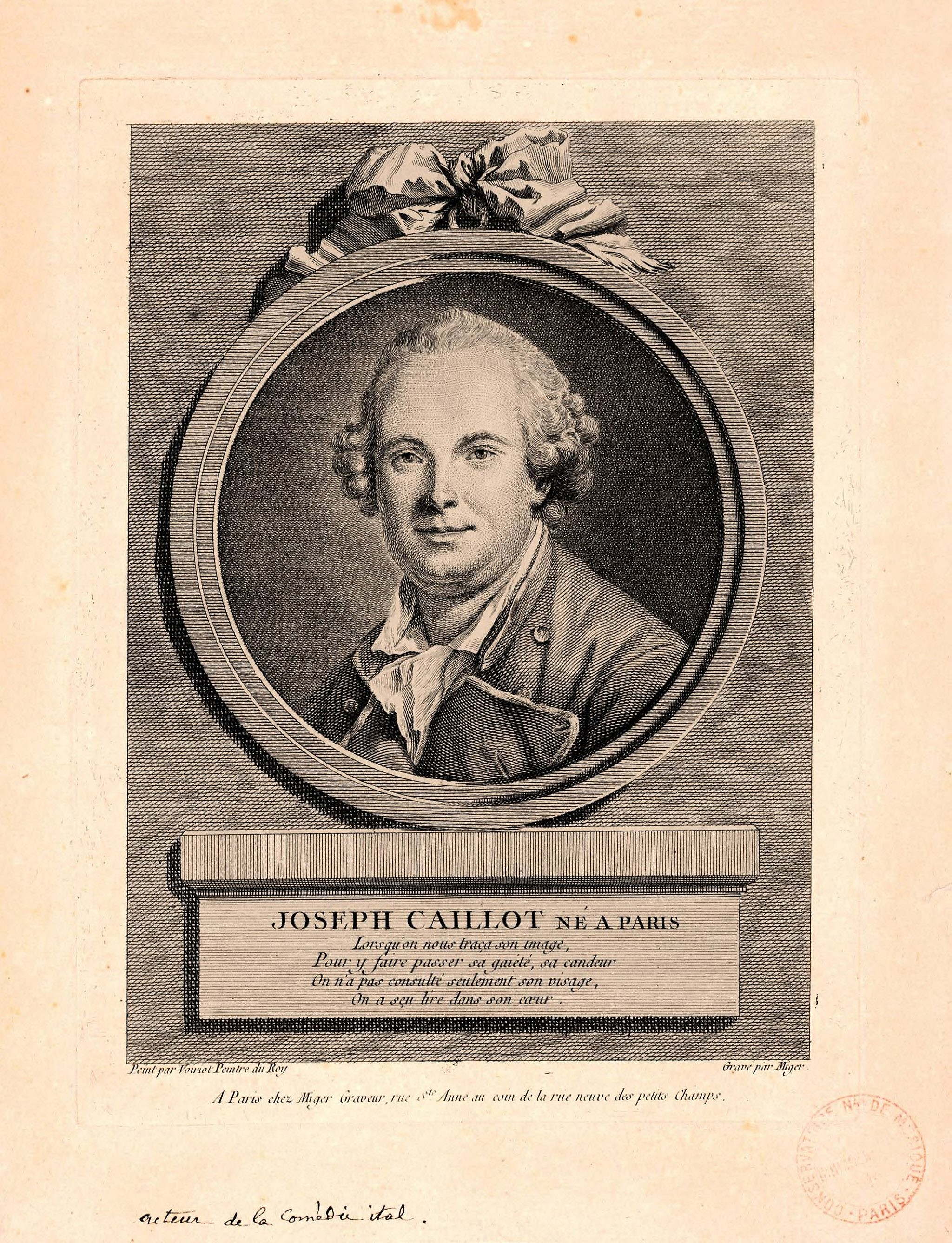
Joseph Caillot su modello di Guillaume Voiriot
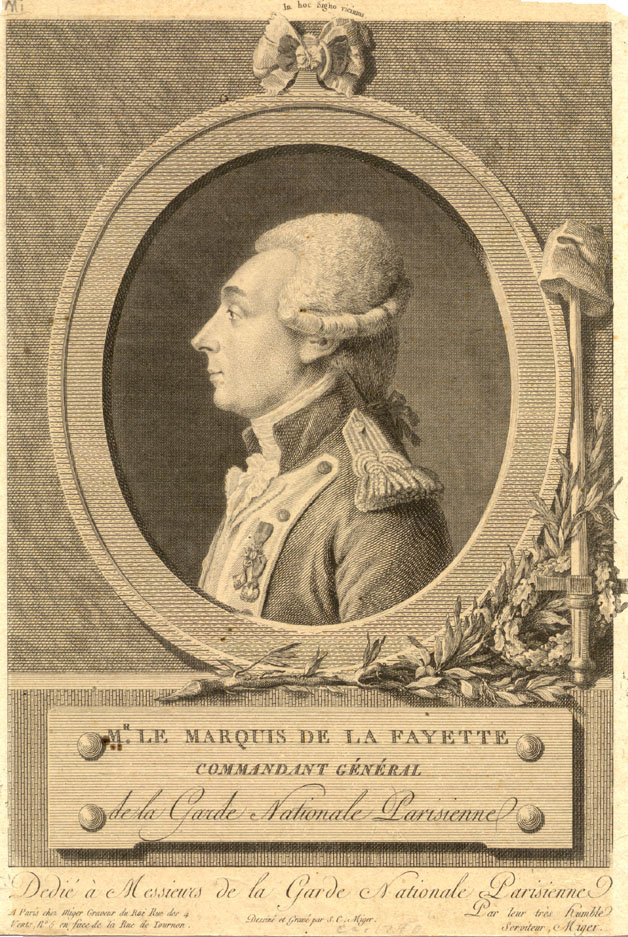
Il Marchese La Fayette, comandante generale della Guardia nazionale parigina